# Hilyotrogus formosana
Hilyotrogus formosana är en skalbaggsart som beskrevs av Niijima och Sôichirô Kinoshita 1923. Hilyotrogus formosana ingår i släktet Hilyotrogus och familjen Melolonthidae. Inga underarter finns listade i Catalogue of Life.